# Chicago (film)
Chicago – amerykański musical z 2002 roku w reżyserii Roba Marshalla. Nominowany do 13 Oscarów, zdobywca 6 statuetek.
Film jest przeniesieniem na duży ekran broadwayowskiego musicalu z 1975 roku w reżyserii Boba Fosse’a, opartego na sztuce pod tym samym tytułem z roku 1926. Historia jest luźno oparta na prawdziwej historii z roku 1924.

## Fabuła
Chicago, lata 20. XX wieku. Velma Kelly (Catherine Zeta-Jones), gwiazda kabaretu trafia do więzienia oskarżona o zamordowanie męża i siostry, których przyłapała in flagranti. Do więzienia trafia też marząca o karierze scenicznej lecz nikomu nieznana Roxie Hart (Renée Zellweger), która w przypływie złości zastrzeliła odchodzącego kochanka. Przy pomocy prawnika Billy’ego Flynna (Richard Gere), Roxie staje się więzienną gwiazdą i ulubienicą prasy. Velma zepchnięta z piedestału postanawia się zemścić.

## Obsada
- Renée Zellweger – Roxie Hart
- Catherine Zeta-Jones – Velma Kelly
- Richard Gere – Billy Flynn
- Christine Baranski – Mary Sunshine
- Queen Latifah – Matron 'Mama' Morton
- Colm Feore – Harrison
- Dominic West – Fred Casely
- Taye Diggs – Lider zespołu
- Susan Misner – Liz
- John C. Reilly – Amos Hart
- Denise Faye – Annie
- Bruce Beaton – Policyjny fotograf
- Lucy Liu – Kitty Baxter
- Jayne Eastwood – Pani Borusewicz
- Ekaterina Chtchelkanova – Hunyak (Katalin Helinszki)

## Ekipa
- Reżyseria – Rob Marshall
- Scenariusz – Bill Condon
- Muzyka – Danny Elfman, Fred Ebb, John Kander
- Zdjęcia – Dion Beebe
- Montaż – Martin Walsh
- Scenografia – John Myhre
- Kostiumy – Colleen Atwood
- Casting – Laura Rosenthal, Ali Farrell
- Dyrektor artystyczny – Gordon Sim
- Dekoracja wnętrz – Andrew M. Stearn
- Produkcja – Martin Richards
- Producent wykonawczy – Jennifer Berman, Sam Crothers, Julie Goldstein, Neil Meron, Meryl Poster, Bob Weinstein, Harvey Weinstein, Craig Zadan.

## Nagrody
- 2004 – nominacja do Grammy za najlepszą piosenkę dla Freda Ebba
- 2004 – nominacja do Nagrody Amanda za najlepszy film zagraniczny
- 2004 – nominacja do Nagrody Japońskiej Akademii Filmowej za najlepszy film zagraniczny
- 2003 – Oscar za najlepszy film
- 2003 – Oscar dla najlepszej aktorki drugoplanowej dla Catherine Zety-Jones
- 2003 – Oscar za najlepszą scenografię dla Johna Myhre’a
- 2003 – Oscar za najlepsze kostiumy dla Colleen Atwood
- 2003 – Oscar za najlepszy montaż dla Martina Walsha
- 2003 – Oscar za najlepszy dźwięk
- 2003 – nominacja do Oscara dla najlepszej aktorki dla Renée Zellweger
- 2003 – nominacja do Oscara dla najlepszej aktorki drugoplanowej dla Queen Latifah
- 2003 – nominacja do Oscara dla najlepszego aktora drugoplanowego dla Johna C. Reilly’ego
- 2003 – nominacja do Oscara dla najlepszego reżysera dla Roba Marshalla
- 2003 – nominacja do Oscara za najlepszy scenariusz – adaptację dla Billa Condona
- 2003 – nominacja do Oscara za najlepsze zdjęcia dla Diona Beebe
- 2003 – nominacja do Oscara za najlepszą piosenkę
- 2003 – Złoty Glob za najlepszy film
- 2003 – Złoty Glob dla najlepszego aktora dla Richarda Gere’a
- 2003 – Złoty Glob dla najlepszej aktorki dla Renée Zellweger
- 2003 – nominacja do Złotego Globu za najlepszą reżyserię dla Roba Marshalla
- 2003 – nominacja do Złotego Globu za najlepszy scenariusz – adaptację dla Billa Condona
- 2003 – nominacja do Złotego Globu dla najlepszej aktorki drugoplanowej dla Queen Latifah
- 2003 – nominacja do Złotego Globu dla najlepszej aktorki drugoplanowej dla Catherine Zety-Jones
- 2003 – nominacja do Złotego Globu dla najlepszego aktora drugoplanowego dla Johna C. Reilly’ego
- 2003 – Nagroda BAFTA dla najlepszej aktorki drugoplanowej dla Catherine Zety-Jones
- 2003 – Nagroda BAFTA za najlepszy dźwięk
- 2003 – nominacja do Nagrody BAFTA dla najlepszej aktorki dla Renée Zellweger
- 2003 – nominacja do Nagrody BAFTA za najlepsze zdjęcia dla Diona Beebe’a
- 2003 – nominacja do Nagrody BAFTA dla najlepszego reżysera dla Roba Marshalla
- 2003 – nominacja do Nagrody BAFTA za najlepszą scenografię dla Johna Myhre’a
- 2003 – nominacja do Nagrody BAFTA za najlepsze kostiumy dla Colleen Atwood
- 2003 – nominacja do Nagrody BAFTA za najlepszy film
- 2003 – nominacja do Nagrody BAFTA dla najlepszej aktorki drugoplanowej dla Queen Latifah
- 2003 – nominacja do Nagrody BAFTA za najlepsą charakteryzację
- 2003 – nominacja do Nagrody BAFTA za najlepszą muzykę dla Johna Kandera i Danny’ego Elfmana
- 2003 – nominacja do Nagrody BAFTA im. Anthony’ego Asquitha za najlepszą muzykę dla Freda Ebba i Danny’ego Elfmana
- 2003 – nominacja do Nagrody MTV Movie Awards dla najlepszej aktorki drugoplanowej dla Queen Latifah
- 2003 – Nagroda Eddie za najlepszy montaż dla Martina Walsha
- 2003 – Nagroda Sierra dla najlepszego aktora drugoplanowego dla Johna C. Reilly’ego